# خافيير كارديناس (لاعب كرة قدم)
خافيير كارديناس (8 ديسمبر 1952 - 25 يونيو 2022)، هو لاعب كرة قدم مكسيكي لعب مع منتخب المكسيك لكرة القدم. سبق له أن لعب في كأس العالم لكرة القدم مع منتخب بلاده 1978م.

## روابط خارجية
- خافيير كارديناس على موقع الاتحاد الدولي (مؤرشف)  (الإنجليزية)
- خافيير كارديناس على موقع قاعدة بيانات كرة القدم.إي يو (الإنجليزية)
- خافيير كارديناس على موقع ناشيونال فوتبول تيمز (الإنجليزية)
- خافيير كارديناس على موقع Soccerway.com (الإنجليزية)
- خافيير كارديناس على موقع عالم كرة القدم.نت (الإنجليزية)